# Arc de descàrrega

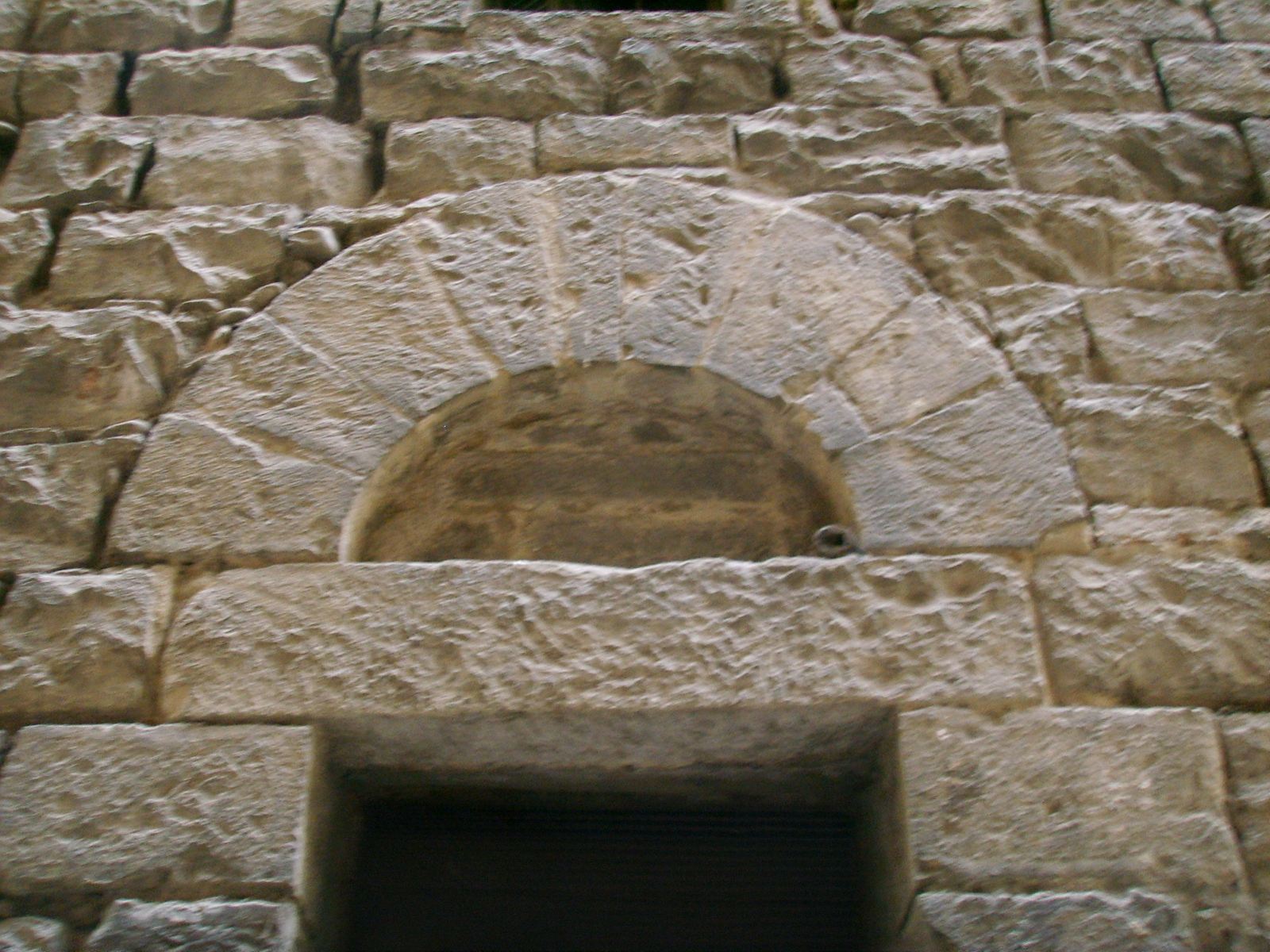
Arc de descàrrega sobre llinda.

Es denomina arc de descàrrega a l'arc cec practicat en un mur de càrrega, amb la finalitat de desviar part dels esforços o tensions del mur sota el mateix.

## Història
Els primers exemples d'arcs de descàrrega es poden observar en l'antiga Roma. L'enorme creixement de la capital de l'imperi va obligar els arquitectes a construir estructures de gran grandària, per les quals l'arquitectura allindanada resultava insuficient. Es va recórrer llavors a l'arc, que a diferència de la biga, no exigia uns grans esforços de tracció pels quals el maó i la pedra no eren adequats. En totes les èpoques, La finalitat de l'arc de descàrrega ha servit a dues finalitats similars: alleujar la càrrega en zones del mur construïdes amb materials o aparells més febles, o reduir el pes sobre les zones en les quals es plantejava obrir un buit, si bé moltes vegades ambdues funcions concorrien en un mateix punt.
Per aquest motiu, no és infreqüent veure aquest tipus d'arcs en murs d'esglésies o temples medievals de més baix pressupost, tant de maó com de pedra, car permetien utilitzar materials o sistemes constructius de menor resistència en els tancaments, i concentrar així l'esforç econòmic en zones representatives, tals com la façana principal, o les zones més delicades de l'estructura, com les cantonades. També es va utilitzar freqüentment en l'arquitectura neoclàssica, que va suposar una volta a l'estètica allindanada de Grècia i Roma, on es va utilitzar amb el mateix propòsit d'ampliar el buit que llavors. Mitjançant l'ocupació d'arcs de descàrrega sobre els buits, la llinda, en suportar menys pes, podia salvar una obertura més ampla.

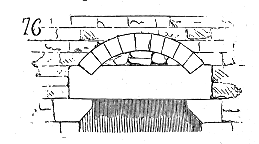
De suport en una llinda
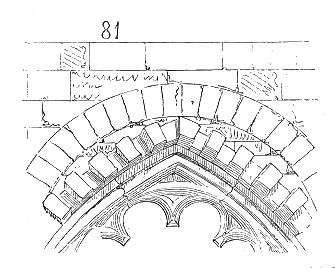
En finestra de catedral
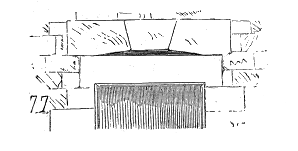
En portes

Amb la popularització de l'acer iniciada a mitjan segle xix, l'arquitectura ha disposat d'un material adequat per resistir els esforços de tracció. Des de llavors, s'ha anat abandonant l'ocupació de murs de càrrega en favor de les estructures més eficients de bigues i pilars, per la qual cosa aquest tipus d'arcs ja no s'utilitzen en l'actualitat. És convenient precisar que no tots els arcs cecs són necessàriament arcs de descàrrega. A vegades s'han emprat amb finalitats merament decoratives, com en les arcades cegues de l'arquitectura romànica italiana, o més recentment, en les arquitectures feixistes europees del segle xx a Alemanya, Itàlia i Espanya.

## Construcció
L'arc de descàrrega és una solució constructiva útil, però no elegant des d'un punt de vista arquitectònic, per la qual cosa als edificis més emblemàtics, la seva utilització solia amagar-se després d'un acabat final en forma d'esquerdejat, arrebossat o aplacat de pedra.